# Ferrocarril de Mōka
El ferrocarril de Mōka (真岡鐵道, Mōka Tetsudō) és una empresa del tercer sector de ferrocarrils fundada l'any 1987 i amb seu a la ciutat de Mooka, a la prefectura de Tochigi, Japó. L'empresa només compta amb una línia homònima de tren que opera principalment al districte de Haga i a Mooka, a Tochigi i amb un petit tram a la ciutat de Chikusei, a la prefectura d'Ibaraki. La línia és coneguda com a Cotton way pels camps de cotó la vora del recorregut i és coneguda per emprar una locomotora a carbò durant els caps de setmana com a atracció turística.

## Història
La companyia es va fundar el 12 d'octubre de 1987. L'11 d'abril de 1988, l'empresa es fa càrrec de la línia Mooka, la qual havia estat propietat dels antics Ferrocarrils Nacional Japonesos (JNR) i, posteriorment, de la Companyia de Ferrocarrils del Japó Oriental (JR East). El 27 de març de 1994 comença el servici SL Mooka, una ruta especial amb una locomotora de vapor. El 8 d'agost de 2019 i davant les dificultats econòmiques, la companyia obre una campanya de donacions.

## Línia
| Estació Número | Imatge           | Estació           | Japonès      | Distància (km)  | Distància (km) | Enllaç                                 | Situació                        |
| Estació Número | Imatge           | Estació           | Japonès      | Entre estacions | Total          | Enllaç                                 | Situació                        |
| -------------- | ---------------- | ----------------- | ------------ | --------------- | -------------- | -------------------------------------- | ------------------------------- |
| 01             | Shimodate        | Shimodate         | 下館駅       | 0,0             | 0,0            | JR East-línia Mito Kantetsu-línia Jōsō | Chikusei (prefectura d'Ibaraki) |
| 02             | Shimodatenikomae | Shimodate-Nikōmae | 下館二高前駅 | 2,2             | 2,2            |                                        | Chikusei (prefectura d'Ibaraki) |
| 03             | Orimoto          | Orimoto           | 折本駅       | 2,4             | 2,6            |                                        | Chikusei (prefectura d'Ibaraki) |
| 04             | Higuchi          | Higuchi           | ひぐち駅     | 1,9             | 6,5            |                                        | Chikusei (prefectura d'Ibaraki) |
| 05             | Kugeta           | Kugeta            | 久下田駅     | 2,0             | 8,5            |                                        | Mooka (prefectura de Tochigi)   |
| 06             | Terauchi         | Terauchi          | 寺内駅       | 4,1             | 12,6           |                                        | Mooka (prefectura de Tochigi)   |
| 07             | Mooka            | Mooka             | 真岡駅       | 3,8             | 16,4           |                                        | Mooka (prefectura de Tochigi)   |
| 08             | Kita-Mooka       | Kita-Mooka        | 北真岡駅     | 1,6             | 18             |                                        | Mooka (prefectura de Tochigi)   |
| 09             | Nishidai         | Nishidai          | 西田井駅     | 3,2             | 21,2           |                                        | Mooka (prefectura de Tochigi)   |
| 10             | Kitayama         | Kitayama          | 北山駅       | 1,7             | 22,9           |                                        | Mooka (prefectura de Tochigi)   |
| 11             | Mashiko          | Mashiko           | 益子駅       | 2,2             | 25,1           |                                        | Mashiko (prefectura de Tochigi) |
| 12             | Nanai            | Nanai             | 七井駅       | 3,3             | 28,4           |                                        | Mashiko (prefectura de Tochigi) |
| 13             | Tatara           | Tatara            | 多田羅駅     | 2,8             | 31,2           |                                        | Ichikai (prefectura de Tochigi) |
| 14             | Ichihana         | Ichihana          | 市塙駅       | 3,1             | 34,3           |                                        | Ichikai (prefectura de Tochigi) |
| 15             | Sasaharada       | Sasaharada        | 笹原田駅     | 3,8             | 38,1           |                                        | Ichikai (prefectura de Tochigi) |
| 16             | Tenyaba          | Tenyaba           | 天矢場駅     | 1,1             | 39,2           |                                        | Motegi (prefectura de Tochigi)  |
| 17             | Motegi           | Motegi            | 茂木駅       | 2,7             | 41,9           |                                        | Motegi (prefectura de Tochigi)  |

## Parc mòbil

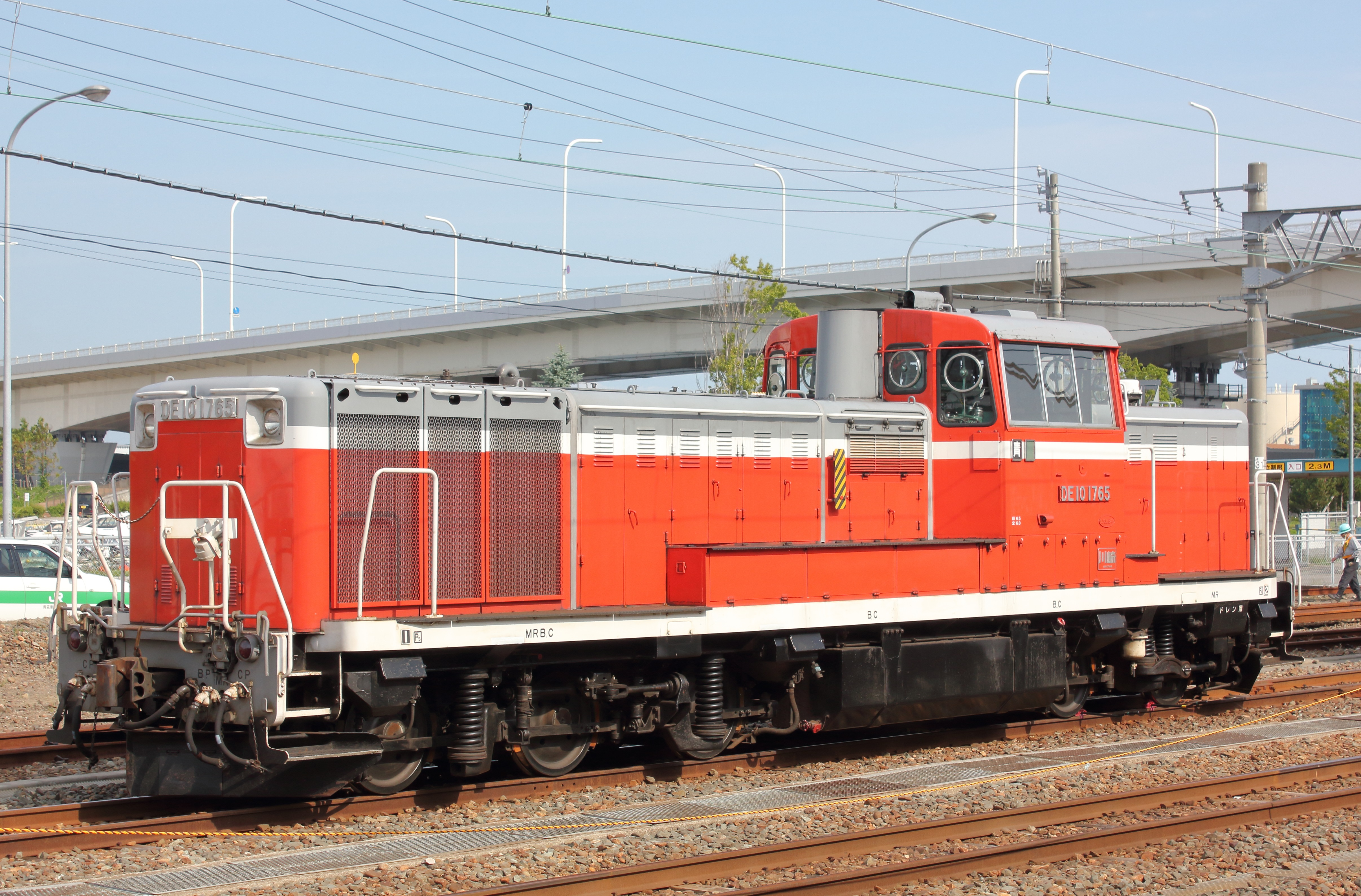
D10 Diesel
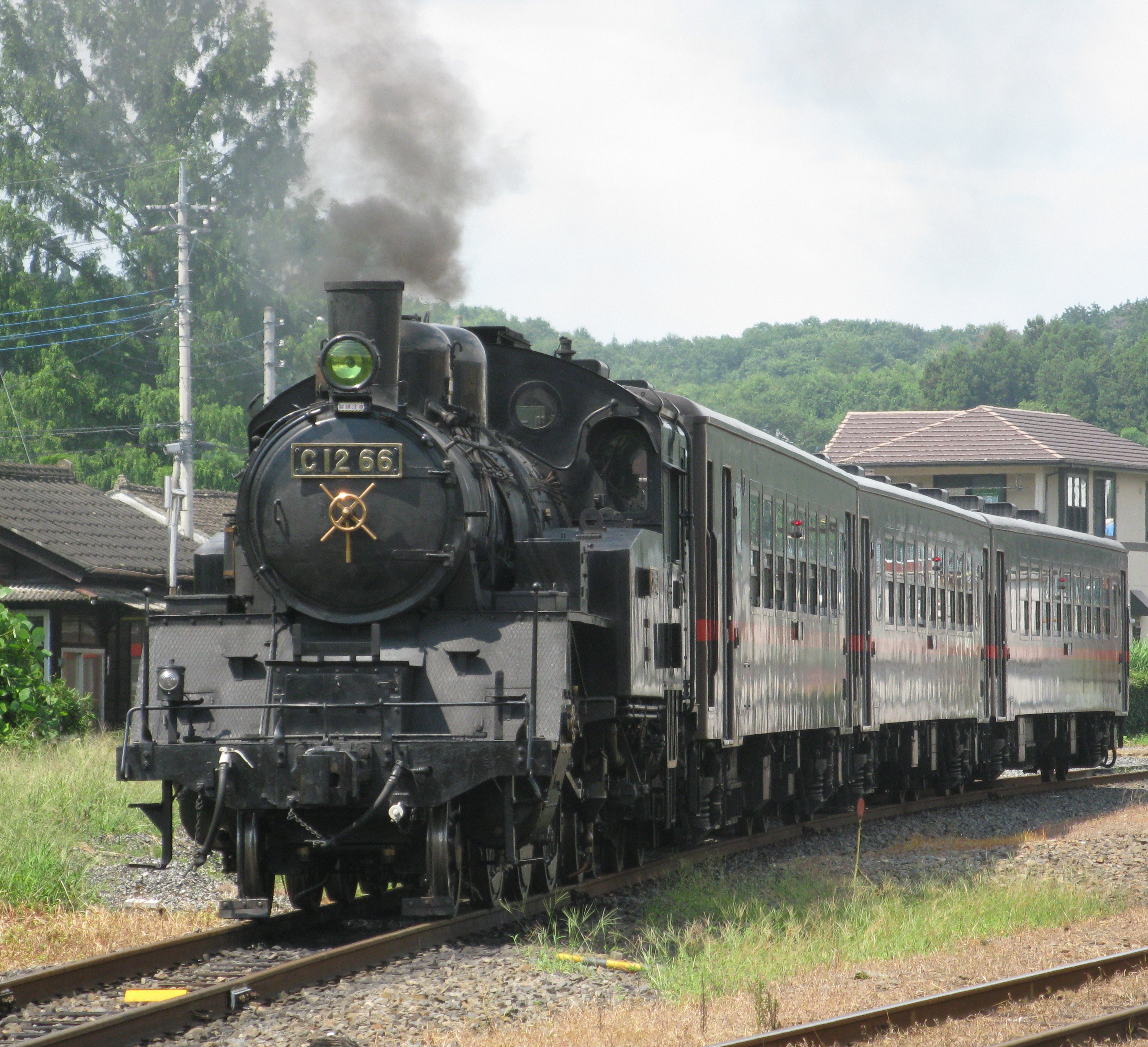
C12
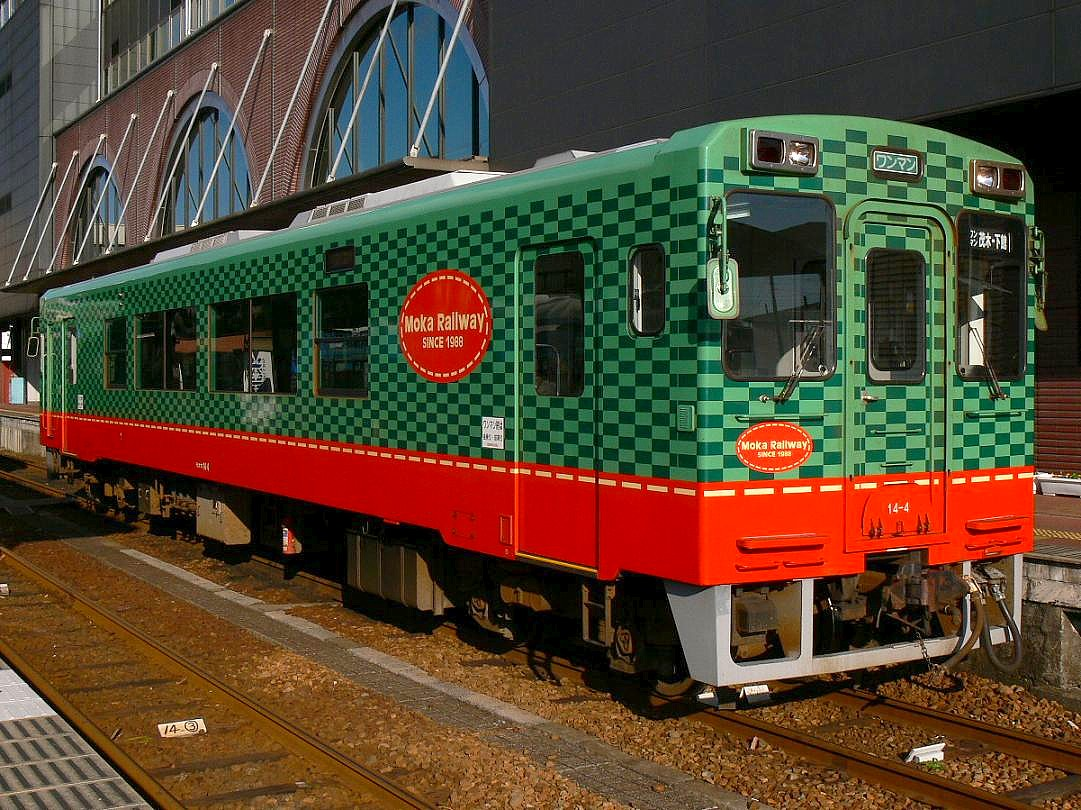
Sèrie 14
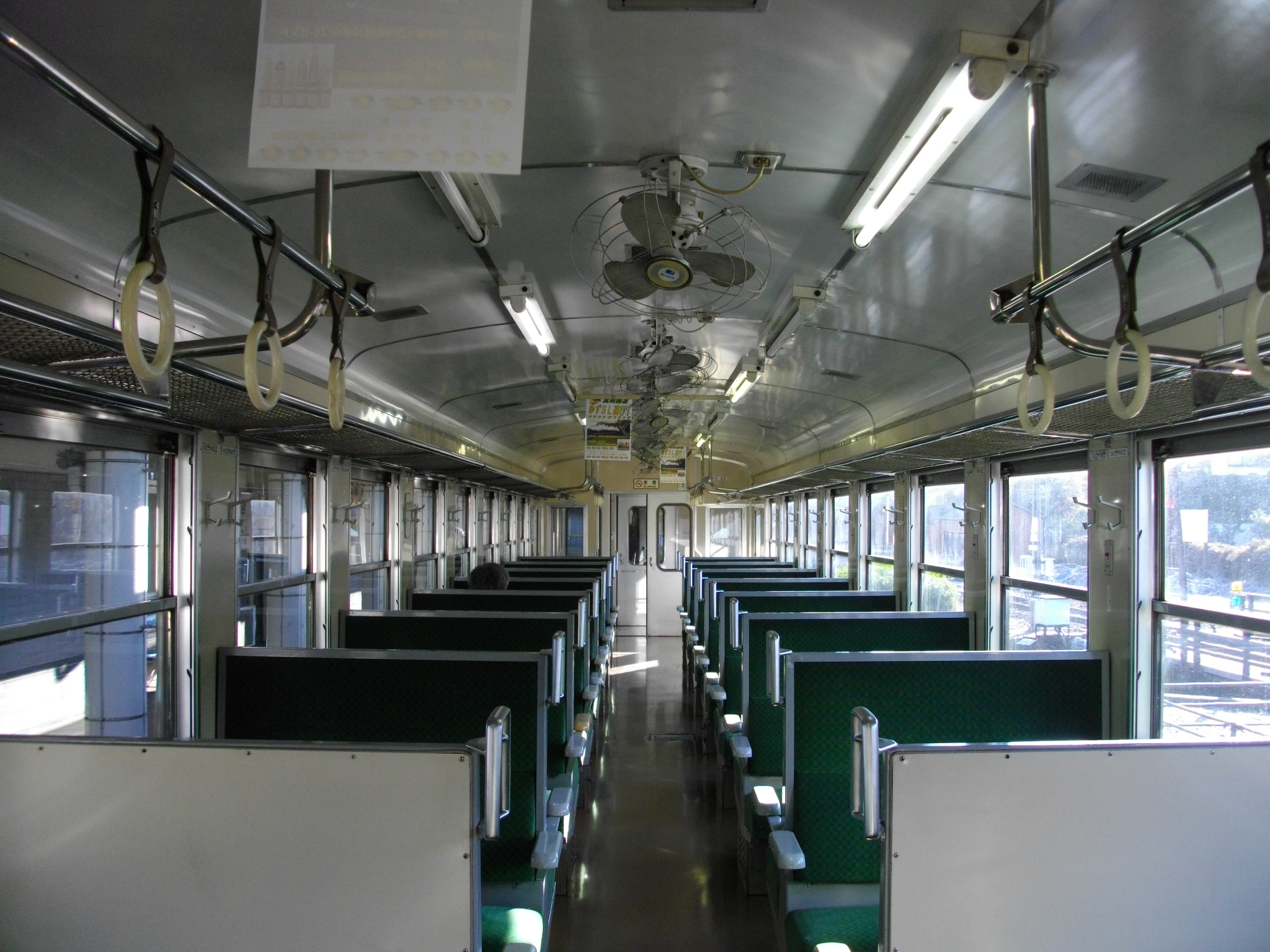
Sèrie 50 (interior)